# 藏掖花
藏掖花（学名：Cnicus benedictus）又名聖薊，为菊科藏掖花属的植物。聖薊,又稱Holy Thistle,與乳薊Milk Thistle是不同的植物。分布于印度、地中海、欧洲、俄罗斯以及中国大陆的新疆等地，生长于海拔1,000米至1,200米的地区，常生于河谷草甸，目前尚未由人工引种栽培。